# Зыгальский, Генрик
Генрик Зыгальский (пол. Henryk Zygalski) (15 июля 1908, Позен, Германская империя — 30 августа 1978, Лисс, Великобритания) — польский учёный, математик и криптограф, который совместно с Марианом Реевским и Ежи Ружицким в январе 1933 года разгадал механизм машины «Энигма», главного шифровального устройства, использовавшегося нацистской Германией. Принимал участие в дешифровке военных немецких сообщений. Изобрёл Листы Зыгальского.

## Ранние и студенческие годы
Родился Генрик Зыгальский 15 июля 1908 года в Познани (Польша) в семье управляющего швейной мастерской Михала Зыгальского и Станиславы Келиш. В 1926 году он окончил лицей св. Марии Магдалены и поступил в Познанский университет на факультет математики и естественных наук.
В январе 1929 года Бюро шифрования запустило курс криптологии Здзислава Крыговского (польск. Zdzisław Krygowski). Он был разработан для обучения талантливых студентов-математиков Познанского университета, которые впоследствии должны были работать в Бюро над дешифровкой перехваченных военными немецких сообщений. Университет был выбран исходя из того, что большинство студентов окончили немецкоязычные школы и могли говорить как на польском, так и на немецком языках. Генрик Зыгальский, Мариан Реевский и Ежи Ружицкий были в группе студентов, отобранных для этого курса. На курсе студентам давали для дешифровки реальные ещё не взломанные немецкие шифры. При этом им говорили, что шифры уже взломаны, чтобы задача не казалась неразрешимой.
Студентов, которые не могли справиться с заданиями, отчисляли с курса. Другие студенты, решившие, что им не хватает навыков и знаний, покидали курс по собственному желанию. Таким образом, оставались только самые талантливые. В качестве итогового экзамена студентам дали военное немецкое сообщение, зашифрованное с помощью шифра «Double Dice». Считалось, что его взломать невозможно. Однако каждый из трех математиков-студентов смог сделать это самостоятельно. Так, курс успешно прошли двадцатисемилетний Мариан Реевски, двадцатипятилетний Генрик Зыгальский и двадцатидвухлетний Ежи Ружицкий, после чего они получили приглашение в Бюро шифрования с возможностью совмещать работу с учёбой.

## Работа над Энигмой

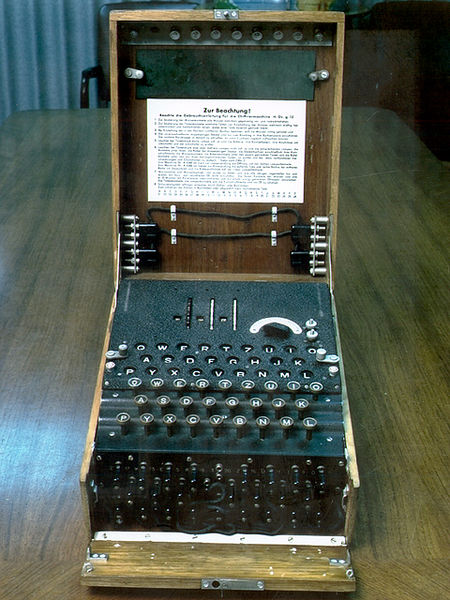
«Энигма».

В декабре 1931 года, окончив университет, Зыгальский согласился работать во вновь создаваемом Бюро шифров в Варшаве. Там Генрик Зыгальский, математик Ежи Ружицкий и криптолог Мариан Реевский приняли участие в дешифровке немецких сообщений, зашифрованных при помощи Энигмы. Эта машина, похожая на большую пишущую машинку, имела клавиатуру, активирующую три вращающихся ротора, в которых содержалось 26 букв алфавита. Электрический ток, идущий по различным цепям, создавал 100 3991 791 500 символа шифрования.
В декабре 1932 года сотрудник французской военной разведки Густав Бертран, передал польским учёным документы, детально описывающие внутреннее устройство и работу Энигмы. Таким образом, учёные получили сведения о том, как была сконструирована Энигма, и к концу 1937 года они могли дешифровать все немецкие сообщения, отправленные Энигмой.

Только польским криптологам принадлежит все заслуга и вся слава за то, что они успешно выполнили этот невероятный технический подвиг благодаря своим знаниям и настойчивости, непревзойденным в любой стране мира". Они преодолели трудности, которые немцы считали «непреодолимыми» …
Оригинальный текст (англ.)to [the Polish cryptologists] alone belongs all the credit and all the glory for having successfully carried through this incredible technical feat, thanks to their knowledge and perseverance, unequalled in any country in the world. They overcame difficulties that the Germans had thought ‘insurmountable,’ of which it is hard to give an idea
— W Kozaczuk, "Enigma: How the German Machine Cipher Was Broken, and How
It Was Read by the Allies in World War Two"
Для увеличения скорости дешифровки и автоматизации процесса Генрик Зыгальский, Ежи Ружицкий и Мариан Реевский в 1938 году разработали машину, названную впоследствии Криптологической бомбой (польск. Bomba kryptologiczna). Это механизм по дневным настройкам роторов Энигмы определял ключ для дешифровки сообщений. Шесть «бомб» могли за два часа вычислить ежедневный ключ. Зыгальский добавил к бомбам свое изобретение — специальные перфорированные листы, которые помогали определять ключи.

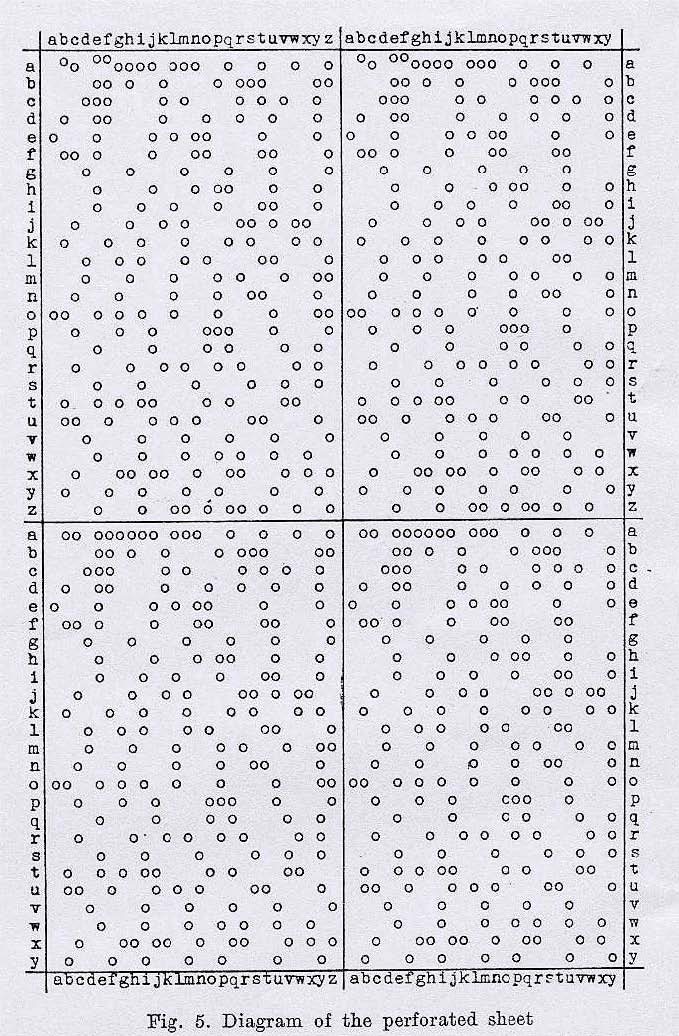
Листы (плахты) Зигальского

Осенью 1938 года Генрик Зыгальский изобрел перфорированные листы, которые стали известны как листы Зыгальского. Они были предназначены для определения текущего ключа Энигмы. Для n роторов Энигмы необходимо было n! листов (для первоначальной Энигмы с 3 роторами требовалось 6 листов, впоследствии, для Энигмы с 5 роторами требовалось уже 60 листов). Матрица из листов Зыгальского описывала все возможные позиции роторов Энигмы. Листы перфорировали, записывая тем самым, какие «female» пары (так называли случаи, когда одна из повторяющихся букв в сообщении зашифровывалась в одинаковые буквы), используемые в шифре Энигмы, возможны при определённых позициях роторов. Листы накладывались друг на друга и двигались в соответствии с заданной программой. При определённом положении листов, количество видимых отверстий уменьшалось и оставалось только одно отверстие, которое и соответствовало правильному положению роторов. Производство листов было очень сложным процессом, так как в целях безопасности листы создавались вручную с помощью бритвенных лезвий. Разработки Зыгальского и его коллег послужили мощным толчком для работы английских криптоаналитиков. Известно, что с «листов Зыгальского» англичане сняли как минимум две копии.

## Военное время
В июле 1939 году Польша передала копии Энигмы, разработанные «Криптологические бомбы» и все полученные сведения по Энигме Британии и Франции. 1 сентября 1939 года немецкие войска вторглись в Польшу. Зыгальский, Реевский и Ружицкий были эвакуированы в Румынию. Перед эвакуацией учёные уничтожили все свидетельства работы над Энигмой. Из Румынии они попали в Югославию, а затем через Италию во Францию, где математики присоединились к специальной польско-французской разведывательной группе под названием PC Bruno, которая занималась исключительно дешифровкой немецких сообщений. К концу октября они взломали новейшие вариации кода Enigma и разработали улучшенную версию «Бомбы». Находясь во Франции, они дешифровали более девяти тысяч сообщений, взламывая каждый пятый код «Энигмы», и оказали колоссальную помощь военным. Так, благодаря польским математикам, были спасены тысячи жизней в Северной Африке и Нормандии, предотвращен воздушный налет на Лондон в сентябре 1940 года, отслеживались военные действия в Албании, Югославии и Франции, а перехваченные приказы Гитлера математики передавали союзникам ещё до того, как их получали немецкие генералы. К моменту капитуляции Франции в июле 1940 года, всех сотрудников PC Bruno эвакуировали. 23 июня Зыгальский прибыл в Алжир, а затем снова вернулся во Францию, где продолжал работу над «Энигмой» в центре «Cadix», расположенном в Юзесе. В ноябре 1942 года после ликвидации центра Зыгальский и его коллеги снова участвовали в ряде эвакуаций, в результате чего попали в Испанию, где были задержаны и находились под арестом до мая. Четвёртого мая 1943 года Зыгальский был освобождён. Он отправился в Мадрид, затем в Португалию и далее, через Гибралтар, попал в Англию. В Англии Зыгальский до конца войны работал в организации «Operation Squad» над шифрованными сообщениями СС и СД. К работе над «Энигмой» он больше не вернулся.

## После войны
В 1942 году правительство Польши в изгнании создало комиссию по высшему техническому образованию, где начал работать Генрик Зыгальский. Целью комиссии являлась подготовка учёных и инженеров для проведения восстановления Польши после окончания войны. Однако в действительности большинство учёных остались в Великобритании, а комиссия по высшему техническому образованию в 1947 году была преобразована в Польский университетский колледж. Преподавание в нём велось на двух языках — польском и английском. При этом Колледж сохранял особенности польского образования с расчётом на то, что студенты после выпуска будут поступать в университеты Лондона. В этом колледже с момента его основания Генрик Зыгальский преподавал математику. Позже, он вошел в состав штата Баттерсинского Политехнического института, однако преподавал там недолго, так как в 1968 году перенес инсульт.
Зыгальский умер 30 августа 1978 года в Лиссе, и был похоронен в Лондоне.

## Память и награды

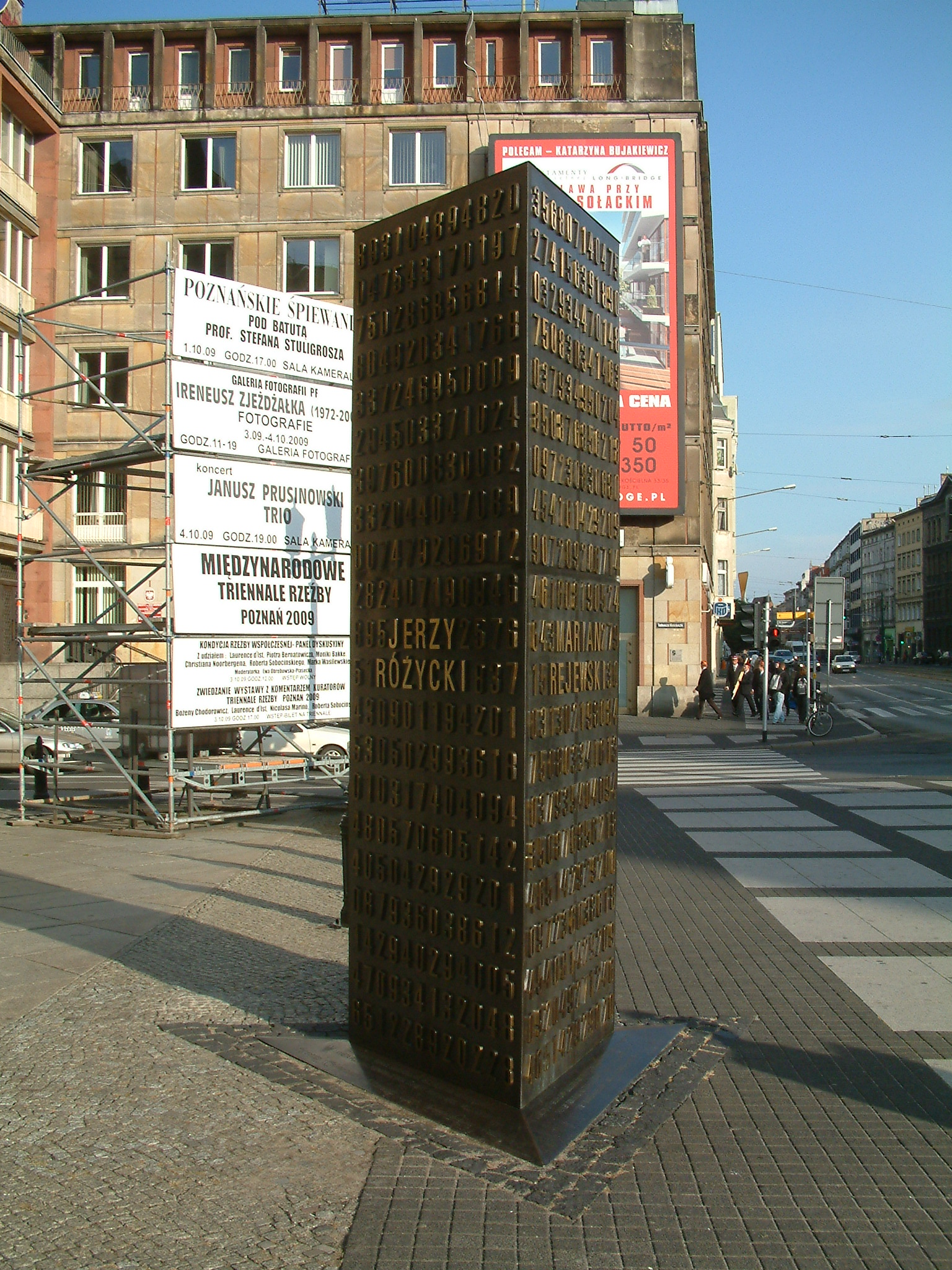
Памятник криптологам в Познани

Генрик Зыгальский обладатель почётной докторской степени honoris causa (лат. honoris causa — «ради почёта») Польского университета в изгнании (англ. Polish University in Exile) (1977 год).
В 1983 году в честь Ружицкого, Зыгальского и Реевского в Польше была выпущена марка.
14 февраля 2002 года президент Польши Александр Квасьневский наградил Зыгальского, Ружицкого и Реевского Большим Крестом Ордена Возрождения Польши в знак «признания огромных заслуг для Польской Республики» (посмертно).
В 2002 году было решено поставить памятник в Познани в честь взлома шифров Энигмы. Победил проект Гражины Бельской-Козакевич и Мариуша Кшиштофа Козакевича. Их работа представляет собой призму. Её стороны покрывают ряды чисел, среди которых написаны имена математиков. Жюри так описало этот памятник:

…в чистейшей форме представляет собой блестящую мысль о трёх математиках. Сам художник, похоже, отступает, позволяя зрителю созерцать чисто интеллектуальные достижения трёх криптологов.
Оригинальный текст (англ.)The Polish team tackled what was considered by the German military to be unbreakable. These twenty-year-old mathematicians, unversed in traditional schematic routines of academia, using their linguistic and imaginative abilities, formulated bold new theories of probability, permutations and group theory.
— M Grajek, "Monument in Memoriam of Marian Rejewski, Jerzy Rózycki and Henryk Zygalski Unveiled in Poznań

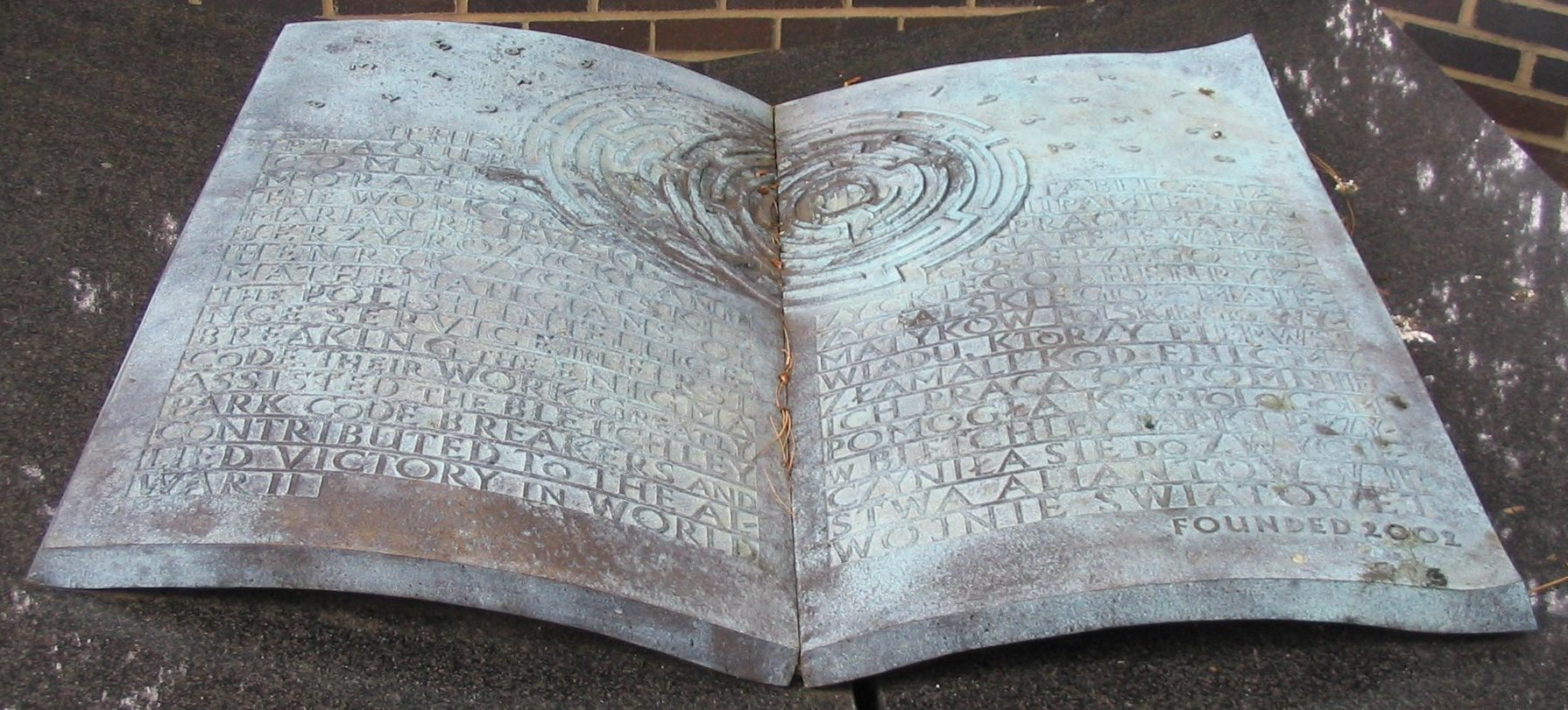
Мемориальная доска в Блетчли-парке в честь польских дешифровщиков, г. Блетчли, Англия

Также, в 2002 году в Блетчли-парке была открыта мемориальная доска в честь трех польских математиков.
В 2014 племянник Генрика Зыгальского в Блетчи-парке сказал по поводу его достижений: «Одно из самых больших сожалений в моей жизни заключается в недостаточной заинтересованности в его работе в возрасте, когда я мог бы спросить его об этом, потому что сам он никогда не говорил об этом спонтанно. В возрасте 60 лет у него был инсульт, и в течение следующих десяти лет, пока он не умер, он всё меньше и меньше мог общаться, поэтому я упустил ценную возможность узнать больше о том, что он сделал».

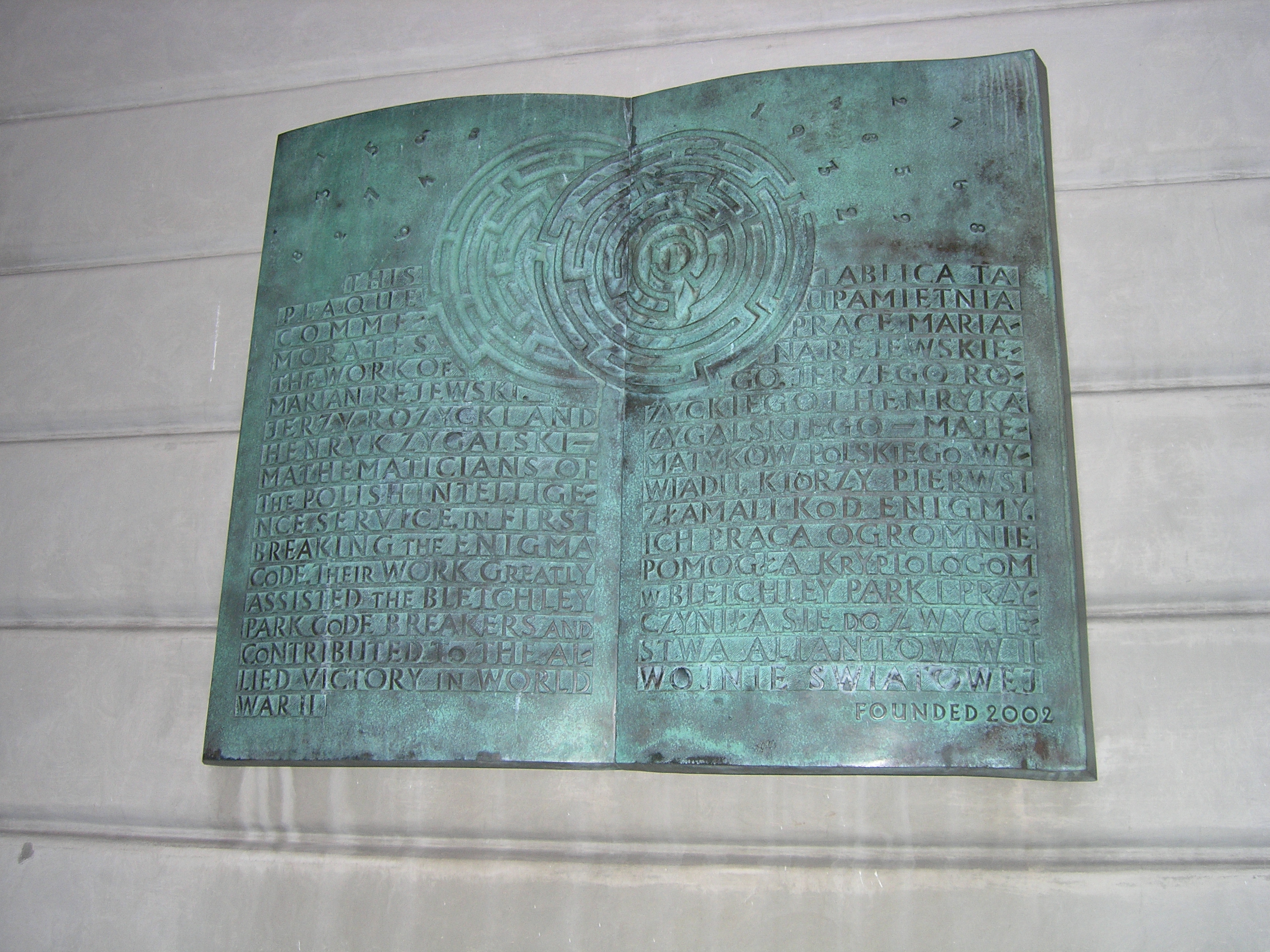
Мемориальная доска на здании штаба варшавского гарнизона

18 сентября 2002 года на здании штаба варшавского гарнизона на площади маршала Юзефа Пилсудского в Варшаве также открыта мемориальная доска трёх математиков.